# MY EYES
「MY EYES」（マイ アイズ）は、2000年3月23日にリリースされたFayrayの6thシングル。発売元はアンティノスレコード。

## 収録曲
1. MY EYES
作詞・作曲：Fayray、編曲：野崎貴郎
2. MY EYES -Break through ver.-
3. MY EYES "catch me if you can"
作詞・作曲：Fayray、編曲：野崎貴郎
4. MY EYES -instrumental -

## 参加ミュージシャン
- 山本拓夫：Flute

## タイアップ
- アプラスCMソング（#1）
- フジテレビ系「赤ちゃん金ちゃんしゃべる部屋」エンディングテーマ（#1）

## テレビ出演
MY EYES
- 2000年4月3日 フジテレビ系「HEY!HEY!HEY! MUSIC CHAMP MUSIC AWARDS IV」